# Гудхью, Джэк
Элиас Джек Гудхью (род. 13 июня 1995 года) — новозеландский регбист, играет на позиции трехчетвертного. Игрок клуба Нортленд во внутреннем чемпионате Новой Зеландии (Кубок Mitre10) и клуба Крусейдерс, выступающего в главном клубном турнире южного полушария Супер Регби. Игрок сборной Новой Зеландии по регби. Бронзовый призёр Кубка мира 2019.

## Клубная карьера
Гудхью начал свою карьеру во взрослом регби по ходу сезона 2014 Кубка ITM, пробившись в состав Кентербери. В первом сезоне он провел 5 матчей, занес 2 попытки, но был вынужден завершить сезон досрочно из-за сотрясения мозга. В следующем сезоне травмировал колено уже во второй игре сезона в игре с Каунтис Манукау. и вновь выбыл почти на год. Вернувшись в 2016 году Гудхью с активом 3 попытки в 11 играх помог своей команде выиграть высший дивизион Кубка Mitre10. Реабилитацию от травмы Гудхью проходил под контролем медицинского штаба Крусейдерс, где он смог доказать свое право играть в Супер Регби и в 2017 году он подписал контракт с клубом из Крайстчерча. В первом сезоне за крестоносцев Гудхью получил сравнительно много игрового времени и сыграл в победном финальном матче с Лайонз, отметившись попыткой. В том же 2017 году Гудхью сыграл полный матч в составе Крусейдерс со сборной Британских и Ирландских львов, который завершился поражением крестоносцев 3-12.
В 2018 году Крусейдерс вновь выиграл титул Супер Регби, а Гудхью был основным трехчетвертным команды на протяжении всего сезона.
В 2019 году Гудхью был одним из главных игроков своей команды в третьем подряд чемпионском сезоне, но он сломал палец в полуфинале с Харрикейнз и в финале с Хагуарес сыграть не смог.

## Статистика в клубах
| Сезон | Клуб       | Турнир      | Матчи | Очки |
| ----- | ---------- | ----------- | ----- | ---- |
| 2014  | Кентербери | Кубок ITM   | 5     | 10   |
| 2015  | Кентербери | Mitre10     | 2     | 0    |
| 2016  | Кентербери | Mitre10     | 11    | 15   |
| 2017  | Нортленд   | Mitre10     | 9     | 15   |
| 2017  | Крусейдерс | Супер Регби | 14    | 15   |
| 2018  | Крусейдерс | Супер Регби | 15    | 30   |
| 2019  | Крусейдерс | Супер Регби | 15    | 5    |
| 2020  | Крусейдерс | Супер Регби | 5     | 5    |

## Международная карьера
Гудхью играл за сборную Новой Зеландии по регби-7 на этапах мировой серии в США и Новой Зеландии в 2015 году, а также стал победителем молодёжного Кубка мира 2015 года в Италии, занеся две попытки в пяти матчах турнира.
Джек Гудхью был вызван в состав All Blacks на летние тесты 2017 года, но в самих матчах участия не принимал. Дебютировал за сборную 23 июня 2018 года в заключительном матче тестовой серии с Францией, который завершился победой All Blacks со счетом 49-14.
Первую попытку за сборную Гудхью занес австралийцам 17 августа 2018 года.
На Кубке мира 2019 года сыграл 4 матча, результативными действиями отметиться не смог.